# Céline Dion
Céline Marie Claudette Dion (Charlemagne, 30 de março de 1968) é uma cantora e compositora canadense. Considerada uma das maiores vocalistas de todos os tempos e referida como a "Rainha das Power Ballads", ela é conhecida por seus vocais poderosos e tecnicamente habilidosos. Suas obras comercialmente bem-sucedidas tiveram um impacto significativo na música. Com mais de 200 milhões de discos vendidos em todo o mundo, Dion é a artista canadense mais vendida, a artista de língua francesa mais vendida e uma das artistas mais vendidas de todos os tempos Dion ganhou cinco Grammy Awards, incluindo Álbum do Ano por Falling into You.
Nascida em uma grande família de Charlemagne, Quebec, ela emergiu como uma estrela adolescente em seu país natal com uma série de álbuns em francês durante a década de 1980. Ela ganhou reconhecimento internacional pela primeira vez ao vencer o Eurovision Song Contest de 1988, onde representou a Suíça. Em 1990, Dion lançou seu primeiro álbum em inglês, Unison, estabelecendo-se como uma cantora comercial. Durante a década de 1990, ela alcançou fama mundial depois de lançar vários álbuns que estão entre os mais vendidos na história da música, como Falling into You (1996) e Let's Talk About Love (1997), que venderam mais de 30 milhões em todo o mundo, além de seu coletânea All the Way... A Decade of Song (1999), ser uma das mais vendidas de todos os tempos, Ela tem uma série de singles de sucesso, incluindo: "Beauty and the Beast", "Think Twice, "The Power of Love", "Because You Loved Me", "To Love You More", "It's All Coming Back to Me Now", "All by Myself", "I'm Your Angel" e "My Heart Will Go On", tema do filme Titanic (1997), que é o segundo single mais vendido por uma mulher na história. Ela continuou lançando álbuns em francês entre cada disco em inglês; Em 1995, seu álbum D'eux, tornou-se o álbum em língua francesa mais vendido de todos os tempos.
Seus prêmios também incluem, 12 World Music Awards, 9 Billboard Music Awards, 7 American Music Awards, 20 Juno Awards e 50 Félix Awards. Ao longo de sua carreira, Dion recebeu dois doutorados honorários em música da Berklee College of Music e da Université Laval. Ela é a segunda artista feminina mais vendida nos EUA, a 8ª artista feminina com melhor desempenho de todos os tempos nos EUA, e também a 6ª com melhor desempenho de todos os tempos na Billboard 200. No final de 2009, Dion foi reconhecida pelo Los Angeles Times como a artista mais bem paga da década, superando US$ 748 milhões. Sua residência de concertos em Las Vegas, A New Day... (2003–07), é a de maior bilheteria de todos os tempos. Ela também é a segunda artista feminina que mais arrecadou com turnês, e a segunda mulher a acumular US$ 1 bilhão em receita de shows.

## Biografia

### 1968–1989: Início e primeiras gravações
Céline Dion ([ˈdiːɒn]; francês: [selin djɔ̃] (escutarⓘ)) nasceu em Charlemagne, na província do Quebec, e é a filha mais nova dos 14 filhos de Thérèse (née Tanguay), uma dona de casa, e Adhémar Dion, um açougueiro, ambos de ascendência franco-canadense. Dion teve uma educação católica romana e cresceu em uma casa extremamente pobre, mas, segundo ela, muito feliz, em Charlemagne. Como a caçula de 14 filhos, Dion cresceu usando roupas de segunda mão e compartilhando a cama com várias irmãs. Quando bebê, ela dormia em uma gaveta para economizar no berço. A irmã mais velha de Dion já estava com 20 anos, casada e grávida de seu primeiro filho na época em que Celine nasceu. Ela foi criada como católica. Na infância ela era intimidada na escola e chamada de "Vampiro", devido aos seus dentes e estrutura magra. Tabloides locais até a apelidaram de "Canine Din" no começo de sua carreira.

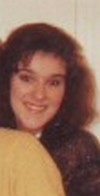
Dion em 1986, aos 18 anos.

A música sempre fez parte da família (o nome de Dion foi originado da música "Céline" do cantor francês Hugues Aufray, gravada dois anos antes de seu nascimento). Em 13 de agosto de 1973, aos cinco anos, Céline fez sua primeira apresentação pública no casamento do seu irmão Michel. Desde então, ela continuou se apresentando com seus irmãos e no pequeno piano bar dos seus pais, chamado Le Vieux Baril. Aos 12 anos, Dion colaborou com sua mãe e seu irmão, Jacques, a compor sua primeira canção, "Ce n'était qu'un rêve". Seu irmão, Michel Dondalinger, enviou a gravação de Dion a um gerente de artistas na indústria musical, René Angélil, cujo nome foi descoberto na parte de trás de um álbum da Ginette Reno. Em 1981, René hipotecou sua casa para financiar o seu primeiro disco, La voix du bon Dieu. Em 1982, ela competiu no World Popular Song Festival, que foi realizado em Tóquio, e ganhou o prêmio de "Melhor Performance" bem como a medalha de ouro de "Melhor Música" por "Tellement j'ai d'amour pour toi".
Em 1983, ela se tornou a primeira artista canadense a receber um disco de ouro na França pelo single "D'amour ou d'amitié". Além disso, Dion ganhou diversos Félix Awards, incluindo "Melhor Performance Feminina" e "Descoberta do Ano". O sucesso na Europa veio quando Dion representou a Suiça no Festival Eurovisão da Canção 1988, com a música "Ne partez pas sans moi" e venceu o concurso. Em 1989, ela passou por uma cirurgia dentária para melhorar sua aparência. Nessa época, Dion e Angélil, seu empresário 26 anos mais velho, começaram a namorar. No entanto, a relação foi mantida em segredo.

### 1990–1992:Unison,Dion chante PlamondoneCeline Dion
Após dois anos estudando inglês, Dion fez sua estreia no mercado anglófono com Unison (1990), que teve a colaboração do produtor canadense David Foster. O álbum recebeu críticas positivas: Stephen Erlewine do Allmusic declarou que o álbum era "bom, uma estreia americana sofisticada". Os singles do álbum incluem "(If There Was) Any Other Way", "The Last to Know", "Unison" e "Where Does My Heart Beat Now"; O último se tornou o seu primeiro single a alcançar o top 10 na parada Billboard Hot 100 dos EUA, ficando na quarta posição. Dion continuou lançado álbuns em francês entre seus lançamentos em inglês. Em 1991, ela lançou o álbum francês Dion chante Plamondon, que consiste em covers e quatro canções inéditas. Foi originalmente lançado no Canadá e França, e mais tarde, internacionalmente. "Un garçon pas comme les autres (Ziggy)" se tornou um hit na França, ficando na segundo posição nas paradas e recebendo o certificado de ouro. Em Quebec, o álbum recebeu o certificado de ouro no dia em que foi lançado.
O sucesso internacional de Dion veio quando ela fez um dueto com Peabo Bryson na faixa-título da animação Disney, Beauty and the Beast (1991), que se tornou seu segundo single no top 10 na Billboard Hot 100 e seu primeiro hit no top 10 no Reino Unido. A música rendeu aos seus compositores um Oscar de Melhor Canção Original e deu a Dion seu primeiro Grammy de Melhor Performance Pop por um Duo ou Grupo com Vocais. A música serviu como o primeiro single de seu álbum auto-intitulado de Dion de 1992, que foi mais bem recebido comercialmente do que Unison, sendo certificado como diamante no Canadá e duplo platina nos EUA. Os outros singles tiveram um sucesso moderado, incluindo "If You Asked Me To" (um cover da música de Patti LaBelle do filme de 1989, "Licence to Kill"), que se tornou seu primeiro single número um no Canadá e alcançou a quarta posição no Billboard Hot 100, além de "Love Can Move Mountains" e "Nothing Broken but My Heart".

### 1993–1995:The Colour of My LoveeD'eux
Em 1993, Dion anunciou seus sentimentos por seu empresário, se declarando a ele na parte dedicatória do seu terceiro álbum em inglês, The Colour of My Love, seu álbum mais bem sucedido até então, que vendeu mais de seis milhões de cópias nos EUA e dois milhões no Canadá. O álbum também gerou seu primeiro single número um na Billboard Hot 100, "The Power of Love" (um remake do sucesso de Jennifer Rush de 1985), que também ficou em primeiro lugar no Canadá e na Austrália. O single "When I Fall in Love", um dueto com Clive Griffin, foi nomeado para dois Grammys, ganhando um; A música também foi tema do filme "Sintonia de Amor" e recebeu uma nomeação ao Oscar de Melhor Canção Original. No Reino Unido, o álbum e o single "Think Twice" simultaneamente ocuparam o topo das paradas por 5 semanas consecutivas e tornou-se o quarto single de uma artista feminina a vender mais de um milhão de cópias no Reino Unido, enquanto o álbum recebeu o certificado cinco vezes platina por dois milhões de cópias vendidas. Céline ganhou diversos prémios durante esse ano, como American Music Awards e World Music Awards.
Em 1994, ela lançou seu primeiro álbum ao vivo, À l'Olympia, gravado durante um dos seus concertos no Paris Olympia. O single promocional, uma versão ao vivo de "Calling You", alcançou a 65ª posição no French Singles Chart. No final do mesmo ano, Dion e Angélil se casaram em uma cerimônia extravagante na Basílica de Notre Dame, que foi transmitida ao vivo pela televisão canadense.
Seu décimo álbum em francês, D'eux, foi lançado em março de 1995, e se tornou o álbum mais vendido na língua francesa de todos os tempos. O primeiro single, "Pour que tu m'aimes encore" ficou na 1ª posição na França por doze semanas, ganhando o certificado de platina no país; O single também alcançou o top 10 no Reino Unido e Irlanda, um feito raro para uma canção francesa. O segundo single, "Je sais pas", também atingiu a 1ª posição na França e ganhou o certificado de prata. Mais tarde, essas músicas se tornaram "If That's What It Takes" e "I Don't Know" no álbum em inglês, Falling into You.

### 1996–1998:Falling into You,Let's Talk About Love e S'il suffisait d'aimer
Lançado em 11 de março de 1996, seu quarto álbum em inglês, Falling into You, trouxe vários sucessos mundiais como "Because You Loved Me" (número 1 na Billboard Hot 100), "It's all Coming Back to me Now" (alcançou a segunda posição na Hot 100) e "All by Myself. As edições asiáticas incluíram "To Love You More", um single de sucesso que alcançou o primeiro lugar no Japão e vendeu 1,3 milhão de cópias lá. Nos Estados Unidos, Falling into You, alcançou o primeiro lugar na Billboard 200, e mais tarde, recebeu certificado de diamante por mais de 12 milhões de cópias vendidas. No Canadá, foi certificado como diamante por mais de um milhão de cópias vendidas. No Brasil, vendeu mais de 200.000 cópias e recebeu certificado de ouro. Falling into You vendeu mais 32 milhões de cópias em todo o mundo, sendo o álbum de Dion de maior sucesso comercial e de crítica e um dos álbuns mais vendidos de todos os tempos.

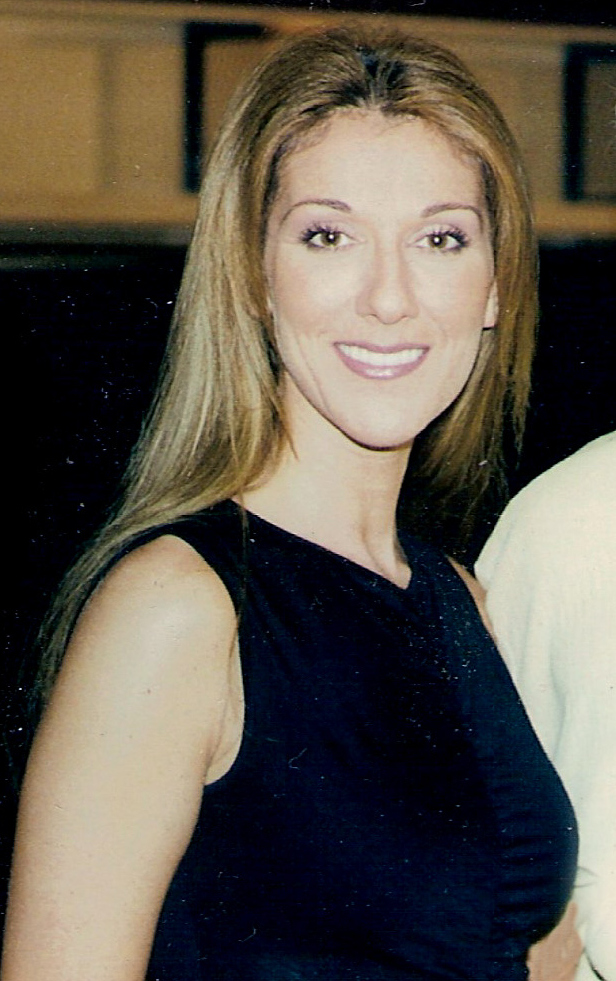
Céline em 1998.

O álbum ganhou o Grammy de Melhor Álbum Pop e a maior honra da academia, Álbum do Ano. "Because You Loved Me", que foi tema do filme "Íntimo & Pessoal", ganhou o Grammy de Melhor Canção Escrita Especificamente para um Filme ou Televisão e recebeu uma indicação ao Oscar de Melhor Canção Original. Em 18 de março de 1996, ela lançou a turnê, Falling Into You Around the World Tour, que começou em Perth, Austrália, e seguiu ao redor do mundo por mais de um ano. Nessa época, ela cantou o tema dos Jogos Olímpicos de Verão de 1996, em Atlanta, "The Power of the Dream", que foi indicada ao Emmy Awards de Melhor Música e Letra. Em 21 de outubro de 1996, foi lançado seu terceiro álbum ao vivo, Live à Paris, que apresenta canções do álbum D'eux (1995) e os sucessos de Falling into You; Lançado também em VHS, vendeu mais de dois milhões de cópias na Europa. Em 24 de março de 1997, ela cantou "Because You Loved Me" e "I Finally Found Someone" na 69ª cerimônia do Oscar.
Em 1997, Dion lançou seu décimo quinto álbum de estúdio e quinto álbum em inglês, Let's Talk About Love, outro grande sucesso que tornou-se seu segundo álbum mais vendido e um dos álbuns mais vendidos da história, com mais de 31 milhões de cópias vendidas em todo o mundo. Contou com uma série de convidados especiais, como, Bee Gees em "Immortality", Barbra Streisand em "Tell Him" e Luciano Pavarotti em "I Hate you then I Love you". Nos Estados Unidos, o álbum liderou a Billboard 200 em sua sétima semana, e mais tarde, recebeu certificado de diamante por mais de 10 milhões de cópias. No Canadá, o álbum vendeu 230.212 cópias em sua semana de lançamento, e em apenas 3 semanas, foi certificado como diamante por mais de um milhão de cópias. O sucesso do álbum foi impulsionado pelo tema do filme Titanic (1997), "My Heart Will Go On", que liderou as paradas em todo o mundo e se tornou a canção de assinatura de Dion. Foi 1°. lugar na Billboard Hot 100, venceu o Oscar e o Globo de Ouro de Melhor Canção Original, além dos Grammys de Gravação do Ano, Canção do Ano, Melhor Performance Vocal Pop Feminina e Melhor Canção Escrita Especificamente para um Filme ou Televisão. Let's Talk About Love, foi indicado ao Grammy de Melhor Álbum Vocal Pop e "Tell Him" como Melhor Colaboração Pop com Vocais. Ela venceu o People's Choice Awards de Artista Musical Feminina Favorita e ganhou seis Billboard Music Awards, incluindo Melhor Artista de Álbum da Billboard 200.
Ainda em 1998, Dion embarcou na Let's Talk About Love Tour. No mesmo ano, é lançado o álbum francês S'il suffisait d'aimer, que na França, foi certificado como diamante, vendendo 1,5 milhão de cópias. No fim de 1998, Céline lança seu álbum natalino, These Are Special Times, cheio de composições inéditas e clássicos; contendo "The Prayer" um dueto com Andrea Bocelli (que foi tema do filme "Quest for Camelot"), que foi nomeado ao Oscar e venceu um Globo de Ouro e "I'm Your Angel" (dueto com R. Kelly), que garantiu a Dion mais um número 1 na Billboard Hot 100. These are Special Times vendeu 16 milhões de copias, se tornando o segundo álbum natalino mais vendido de todos os tempos, atrás apenas de Merry Christmas da Mariah Carey.

### 1999–2001:All the Way... A Decade of Songe Pausa na Carreira

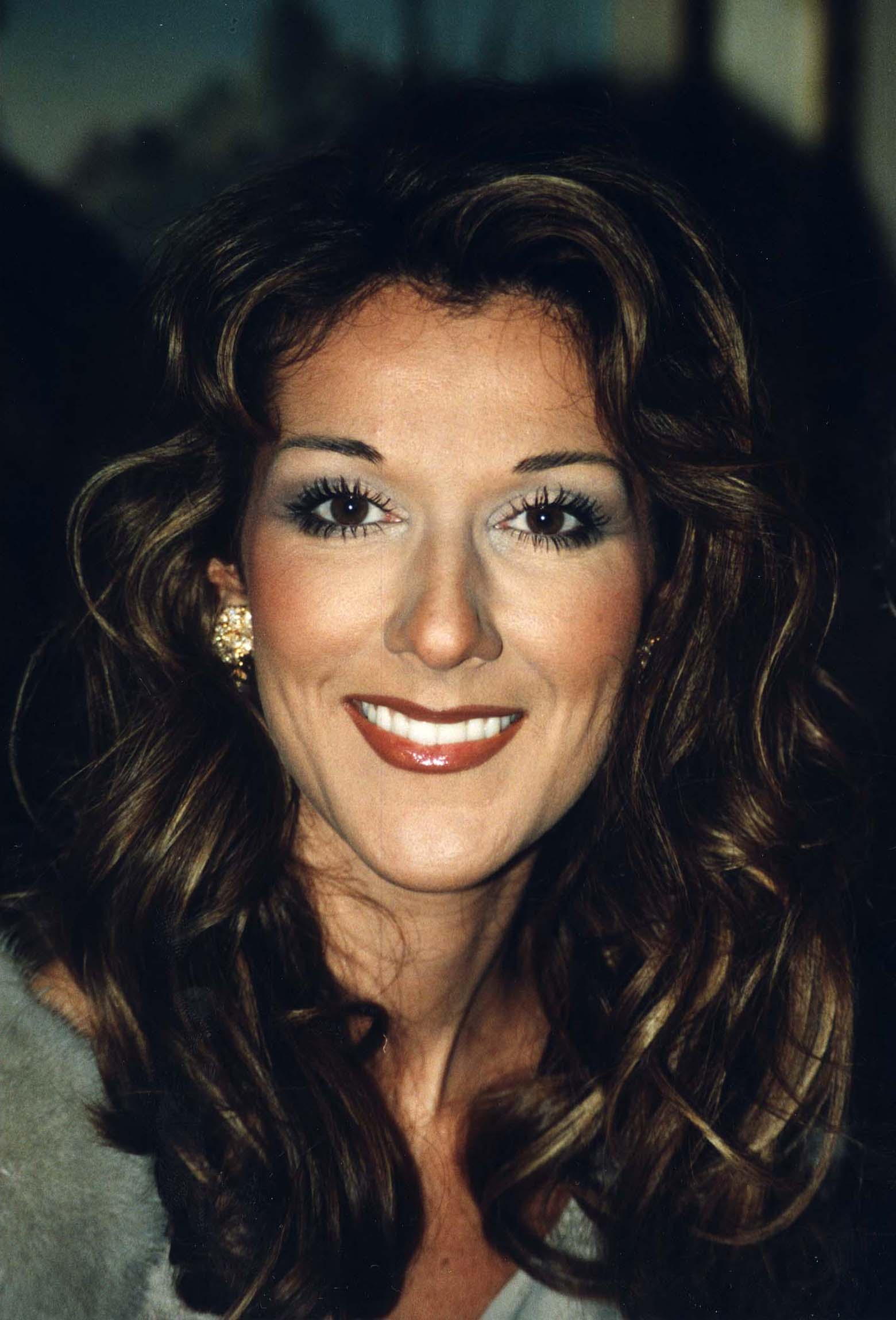
Céline em 2000.

Depois de lançar e promover treze álbuns durante a década de 1990, Dion declarou que precisava descansar, mas antes anunciou o lançamento da coletânea dos seus maiores sucessos em inglês, All The Way ... A Decade Of Song, que também trouxe as novas faixas: "That's The Way It Is", "Then You Look At Me" (tema do filme "O Homem Bicentenário"). um cover de "The First Time Ever I Saw Your Face" de Roberta Flack e "All the Way", um dueto com Frank Sinatra. O álbum ficou no topo da Billboard 200 por três semanas e posteriormente, foi certificado sete vezes platina por 7 milhões de cópias vendidas apenas nos EUA. Essa se tornou uma das coletâneas mais vendidas da história, com 20 milhões de cópias vendidas.
Nesse tempo, seu marido foi diagnosticado com câncer de esôfago e ela tentava engradar submetendo-se a tratamentos de fertilidade. Em 2000, a revista National Enquirer, publicou uma história falsa sobre Dion, publicando a manchete: "Celine - 'Estou grávida de gêmeos!'"; Ela processou a revista por mais de US$ 20 milhões de dólares e os editores foram obrigados a publicar um pedido de desculpas e uma retratação completa na capa da revista. Céline doou o dinheiro para a American Cancer Society, em homenagem ao marido. Em 25 de janeiro de 2001, ela deu à luz a seu primeiro filho, René-Charles Dion Angélil, na Flórida.
Em setembro de 2001, Céline foi convidada para cantar "God Bless America" no show beneficente em homenagem às vítimas do ataque terrorista ao World Trade Center. Ainda em 2001, participou do projeto United We Stand, organizado por Michael Jackson, onde ela participou da canção e do videoclipe "What More Can I Give", com outros artistas. Em dezembro de 2001, ela publicou sua autobiografia, My Story, My Dream.

### 2002–2006:A New Day Has Come,One Heart, 1 Fille & 4 TypeseMiracle
Em 2002, Céline retornou as paradas com o álbum, A New Day Has Come, dedicado ao nascimento de seu primeiro filho e ao René. O álbum estreou no topo da Billboard 200 e vendeu cerca de 10 milhões de copias mundialmente. Em março de 2003, ela estreia em Las Vegas, o espetáculo "A New Day...", um espetáculo que combina dança, música e efeitos visuais e até uma réplica do Coliseu que foi construída especialmente para ela. O espetáculo ficou em cartaz por 5 anos - o contrato inicial era de três anos e foi prolongado por mais dois anos, devido ao enorme sucesso. Ainda em 2003, é lançado o álbum One Heart, que inclui "I Drove All Night", "One Heart" e "Have you Ever Been in Love". Mundialmente o álbum vendeu 5 milhões de cópias. No fim de 2003, foi lançado o álbum em francês 1 Fille & 4 Types, que alcançou amplo sucesso comercial na França, Canadá e Bélgica, onde alcançou o primeiro lugar. Na França, o álbum estreou em primeiro lugar e mais tarde foi certificado 2× platina após vender mais de 700.000 cópias.
Em 2004, em parceria com a fotógrafa Anne Geddes, Céline lança um trabalho em homenagem aos recém-nascidos, com o título de "Miracle", no qual contém um livro com 180 fotos, um CD com canções interpretadas por Céline, incluindo covers de "What a Wonderful World" de Louis Armstrong e "Beautiful Boy" de John Lennon e um DVD com mostrando os bastidores. Miracle estreou em 4º lugar na parada Billboard 200 e em 1º no Canadá e acabou sendo certificado como platina pela RIAA. O álbum vendeu mais de 2,5 milhões de cópias em todo o mundo. Ainda em 2004, após ultrapassar 170 milhões de cópias vendidas ao redor do mundo, ela recebeu o Diamond Award no World Music Awards, tornando-se uma das artistas femininas que mais vendeu de todos os tempos. Em 2005 é lançado o álbum "On ne change pas", com seus sucessos em francês e a canção inédita, "Je ne vous oublie pas".

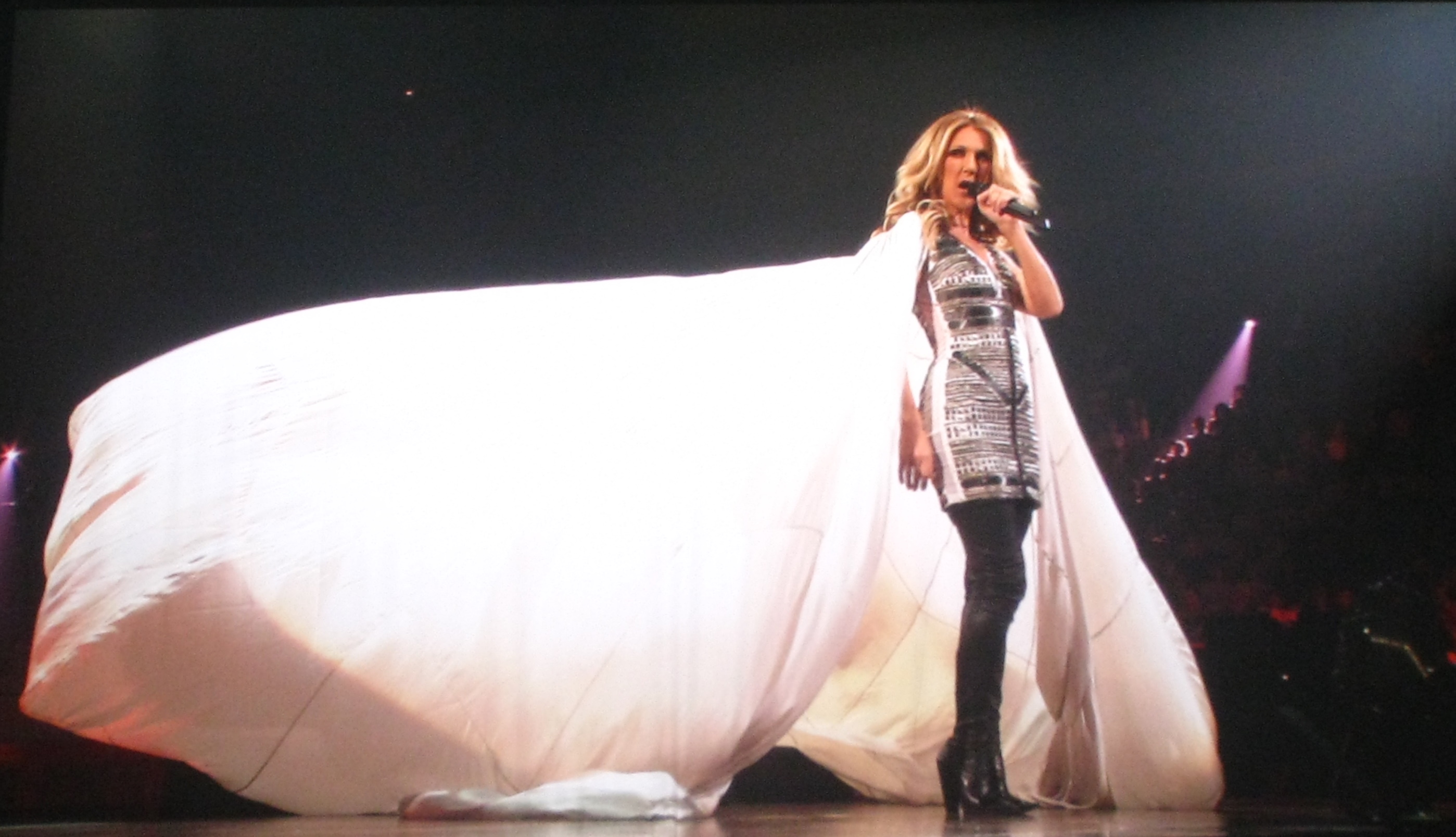
Céline durante a Taking Chances Tour, em Bell Centre, Montreal, em 19 de agosto de 2008.

### 2007–2010:D'elleseTaking Chances
Em maio de 2007, Dion lançou um novo álbum em francês intitulado, D'elles, que vendeu 700 000 cópias vendidas. Em 12 de novembro de 2007, Céline lançou o seu novo álbum em inglês, Taking Chances. Para este álbum, ela colaborou com o ex-guitarrista do Evanescence, Ben Moody, Linda Perry, e o cantor e compositor de R&B Ne-Yo. Estreou na terceira posição da Billboard 200, vendendo 215.000 unidades. De acordo com a IFPI, Taking Chances foi o 8º álbum mais vendido de uma artista feminina em 2007 no mundo todo, com vendas de mais de 3,1 milhões de cópias somente em 2007.
Céline encerrou sua residência A New Day... em 15 de dezembro de 2007. De acordo com a Billboard, A New Day... é a residência de maior sucesso de todos os tempos, arrecadando mais de US$ 385 milhões de dólares e atraindo mais de três milhões de pessoas para 717 shows. No dia 12 de dezembro de 2007, o DVD duplo "A New Day… Live In Las Vegas" foi lançado, vendendo mais de 1 milhão de cópias em todo o mundo. Tornou-se também o 19º DVD mais vendido de 2008 no Brasil, e recebeu certificado de platina por 30.000 cópias vendidas.
Em 14 de fevereiro de 2008, Dion iniciou a Taking Chances World Tour, na África do Sul, com um espetáculo em comemoração ao aniversário de Nelson Mandela. A turnê passou por mais de 29 países, com 132 apresentações, encerrando em 26 de fevereiro de 2009, com uma apresentação em Omaha, nos Estados Unidos. Em 24 de outubro de 2008, Dion lançou a terceira coletânea em inglês, My Love: Essential Collection, que trouxe o single "My Love" e vendeu mais de 2 milhões de cópias.
Em 2009, Céline engravidou mas sofreu um aborto espontâneo nos primeiros meses de gestação. Após este aborto, Dion engravidou novamente, dando à luz os gêmeos Nelson e Eddy no dia 23 de outubro de 2010.

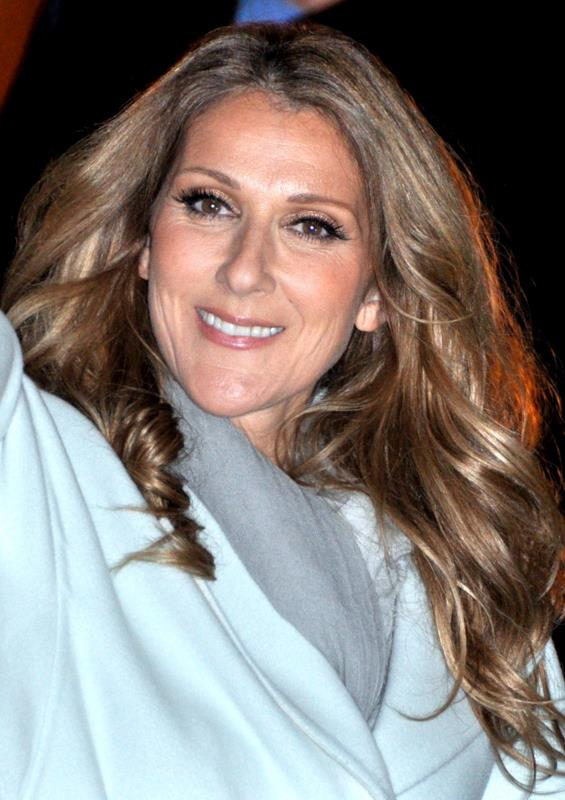
Céline em 2012, no 'Vivement Dimanche'.

### 2011–2013: ResidênciaCelineeLoved Me Back to Life
No dia 27 de fevereiro de 2011, Céline participou pela 7ª vez do Óscar, tornando-se a artista que mais se apresentou nos Prêmios da Academia. Ela cantou a música "Smile", de Charles Chaplin, durante o 'In Memorian'. Dion voltou ao Caesar's Palace, em Las Vegas, para residir por mais três anos no Coliseum; Sua nova temporada de shows "Céline" teve início no dia 15 de março de 2011. O espetáculo foi um sucesso de crítica e arrecadou 89 milhões de dólares somente nas primeiras 50 apresentações. Dion também apresentou covers de outros artistas, como "Ne Me Quitte Pas" (Jacques Brél), "You'll Have To Swing It (Mr. Paganini)" (Ella Fitzgerald) e um medley de músicas-tema de filmes do James Bond.
Em 3 de setembro de 2013, o primeiro single do novo álbum, "Loved Me Back to Life", foi lançado. No Reino Unido, o single alcançou a posição quatorze, tornando-se o single de maior sucesso de Dion desde 2002. Pouco antes do lançamento, é revelado que o álbum traria dois duetos: "Incredible" com Ne-Yo e "Overjoyed" com Stevie Wonder. Em 5 de novembro de 2013, Dion lançou seu décimo primeiro álbum em inglês, Loved Me Back to Life, que estreou em 2º lugar na Billboard 200, com 77.000 cópias vendidas em sua primeira semana. No Canadá, alcançou o primeiro lugar com 106.000 unidades vendidas. Em dezembro de 2013, o álbum foi certificado quatro vezes Platina pela Music Canada, por vender 320.000 cópias. No Reino Unido, estreou no número três com 53.000 cópias vendidas, tornando-se o álbum de Dion de maior sucesso desde de 2002. Loved Me Back to Life recebeu certificado de Ouro na Bélgica, Suíça, Polônia, Hungria e África do Sul, e vendeu 1,5 milhão de cópias em todo o mundo.

### 2014–2017: Morte do marido eEncore un soir
Em 13 de agosto de 2014, Dion anunciou o adiamento indefinido de sua residência de concertos no Caesars Palace e o cancelamento de sua turnê pela Ásia, devido à piora da saúde de seu marido após ele ter passado pela remoção de um tumor cancerígeno em dezembro de 2013. Em 2012, Dion participou de um especial tributo a Whitney Houston, que foi ao ar na CBS. Em meados de 2015, Renè foi diagnosticado novamente com câncer de garganta, o que levou Céline a interromper sua turnê em Las Vegas. Renè faleceu na mansão do casal, em Las Vegas, no dia 14 de janeiro de 2016, aos 73 anos de idade. O Governo do Quebec ofereceu um funeral de Estado em homenagem à sua contribuição ao país. A cerimônia foi realizada na Basílica de Notre Dame, em Montreal, a mesma em que o casal celebrou o matrimônio. Dois dias após a perda de Renè, seu irmão Daniel Dion (59) também veio a faleceu, vítima do câncer.
Celine voltou aos palcos na noite de 23 de fevereiro de 2016, no The Colosseum, em Las Vegas. A emoção tomou conta da apresentação diversas vezes, mas o momento mais intenso foi durante a música "All By Myself". Ela não conseguiu terminar o hit, caindo no choro e sendo ovacionada pelo público. No dia 22 de maio de 2016, o Billboard Music Awards, condecorou a cantora com o Icon Award, um prêmio em reconhecimento à sua carreira de mais de três décadas. Durante o anúncio feito pelo cantor Seal, o músico convidou o filho mais velho de Dion, René-Charles Angelil, para a entrega do troféu. Em seguida, a cantora, em colaboração da violinista Lindsey Stirling, fez uma performance da faixa “The Show Must Go On”, do Queen, em homenagem ao seu marido, e foi ovacionada pelo público. O novo álbum francês de Dion, Encore Un Soir, foi lançado em 26 de agosto de 2016, e liderou as paradas na França, Canadá, Bélgica e Suíça, e foi certificado como Diamante na França, 2× Platina no Canadá e Platina na Bélgica e Suíça. Vendeu mais de 1,5 milhão de cópias em todo o mundo. Em 9 de setembro de 2016, ela lançou "Recovering", uma música escrita pela Pink em homenagem a Angélil. Dion também embarcou em duas turnês de verão no Canadá e na Europa em 2016 e 2017. Em março de 2017, "How Does a Moment Last Forever", foi lançado na trilha sonora do live action de A Bela e a Fera.

### 2018–2020:Courage

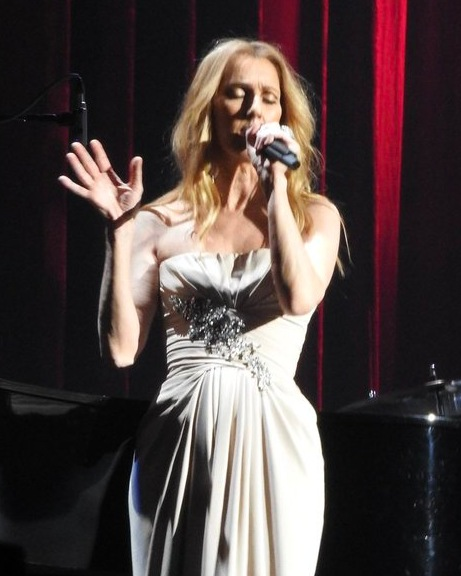
Céline se apresentando em Las Vegas, em 2018.

Em 22 de março de 2018, a equipe de Dion anunciou que ela vinha lidando com irregularidades auditivas devido à trompa de Eustáquio patulosa e seria submetida a um procedimento cirúrgico minimamente invasivo para corrigir o problema. Em 3 de maio de 2018, ela lançou o single "Ashes", para a trilha sonora do filme Deadpool 2. O diretor David Leitch queria criar uma música original para Deadpool 2 que pudesse sustentar o núcleo emocional do filme, sendo "Ashes" a música que acabou sendo escrita. Ele e o ator e produtor Ryan Reynolds pediram a Dion para gravar a música, e ela concordou. A versão remix da música liderou a parada Dance Club Songs da Billboard, em julho de 2018. Em setembro de 2018, Dion anunciou o fim de sua residência em Las Vegas, para 8 de junho de 2019.
Em janeiro de 2019, ela cantou "A Change Is Gonna Come" no tributo a Aretha Franklin, 'Aretha! Uma celebração do Grammy para a Rainha do Soul', que foi transmitida em março de 2019. Em 3 de abril de 2019, durante um evento do Facebook Live, Dion anunciou a turnê Courage World Tour 2019/2020, começando na cidade de Quebec em 18 de setembro de 2019. Ela também anunciou um novo álbum em inglês de mesmo nome, lançado em novembro de 2019. Em 18 de setembro de 2019, Dion lançou três músicas do novo álbum, "Lying Down", "Courage" e "Imperfections".
Courage estreou em primeiro lugar na Billboard 200 em 30 de novembro de 2019, com 113.000 cópias, sendo seu primeiro álbum número um nos EUA em 17 anos. Graças a Courage, Dion tem álbuns número um em cada uma das últimas três décadas, sendo a quarta mulher a alcançar o feito depois de Janet Jackson, Barbra Streisand e Britney Spears. O álbum também estreou em primeiro lugar no Canadá, tornando-se o 15º álbum número um de Dion no país.
Em 10 de junho de 2020, Dion anunciou que a Courage World Tour seria adiada para 2021, devido à pandemia de COVID-19. Ainda em 2020, a Billboard listou Dion como uma das cantoras mais bem pagas do ano, com um total de ganhos de US$ 17,5 milhões.

### 2021–presente: Doença, Filme e Olimpíadas de Paris
Em 21 de maio de 2021, foi anunciado que Dion retornaria a Las Vegas, em novembro do mesmo ano, para uma edição limitada de dez datas em colaboração com o Resorts World Las Vegas. Dion contribuiu com os vocais para a música "Superwoman" do álbum de 2021 de Diane Warren, Diane Warren: The Cave Sessions Vol. 1.

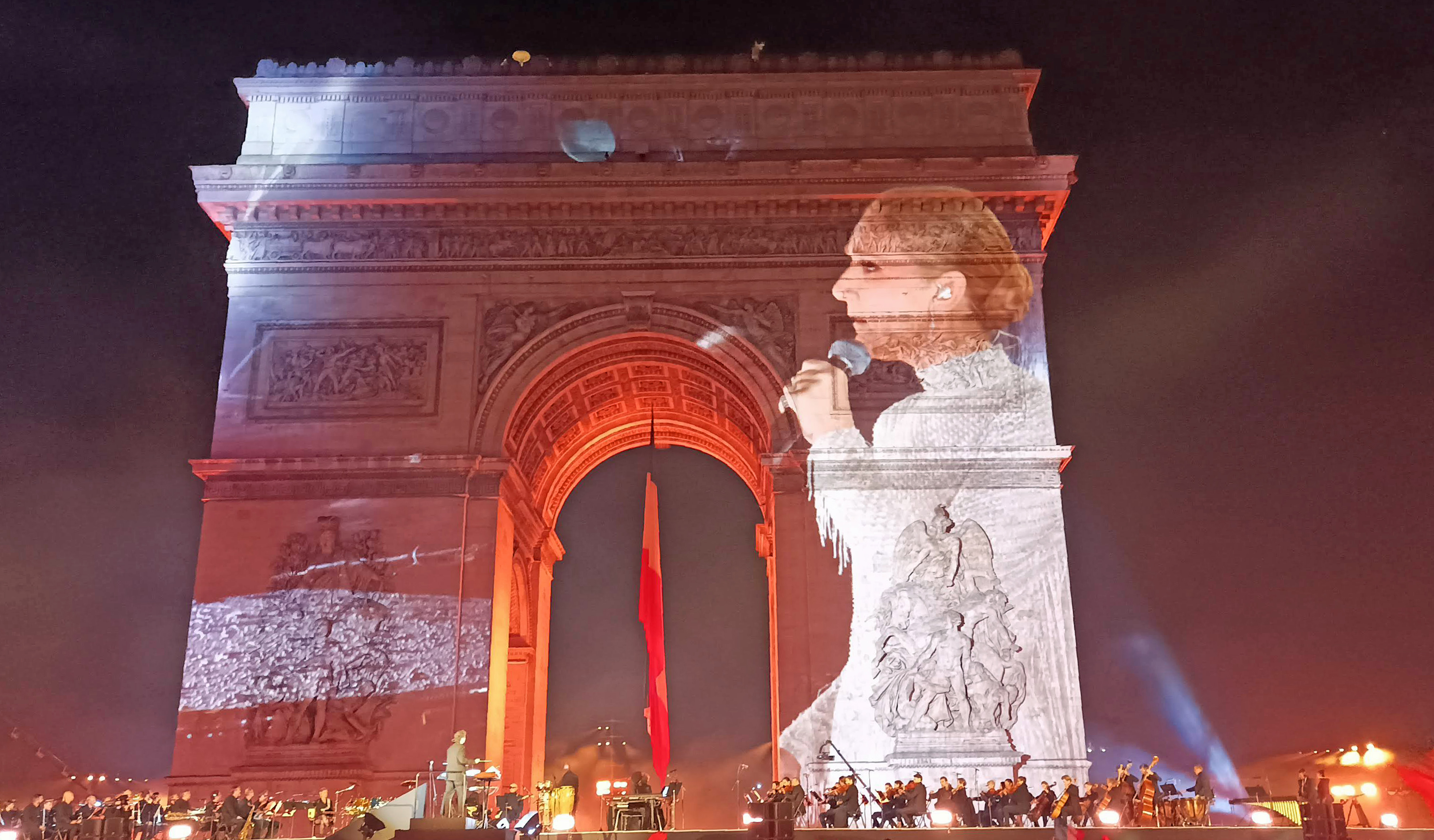
A apresentação de Dion nas Olimpíadas de Verão de 2024 sendo projetada no Arco do Triunfo.

Em 15 de janeiro de 2022, Dion cancelou as datas de sua turnê norte-americana por causa de espasmos musculares graves. Em 8 de dezembro, ela anunciou que havia sido diagnosticada com síndrome da pessoa rígida, uma doença neurológica rara. Ela disse que a doença afetou todos os aspectos de sua vida, dificultando a caminhada e afetando suas cordas vocais. Todas as datas de sua turnê foram canceladas. Em 2023, Dion estrelou como ela mesma em Love Again, sua primeira aparição como atriz em um longa-metragem. Ela também gravou cinco novas músicas para a trilha sonora, lançada em 12 de maio; o primeiro single, "Love Again", estreou em 13 de abril.
Em 25 de junho de 2024, a Amazon MGM Studios lançou o documentário I Am: Celine Dion, sobre a luta de Dion com a síndrome da pessoa rígida. A trilha sonora foi lançada em 21 de junho. Em 26 de julho, Dion fez sua primeira apresentação pública em quatro anos, cantando "Hymne à l'amour" na Torre Eiffel, encerrando a cerimônia de abertura dos Jogos Olímpicos de Verão de 2024.
Em 13 de maio de 2025, Dion apareceu em uma mensagem de vídeo durante a primeira semifinal do Festival Eurovisão da Canção 2025 em Basileia, Suíça, antes de uma apresentação de tributo de sua canção vencedora do Eurovision "Ne partez pas sans moi".

## Vida Pessoal

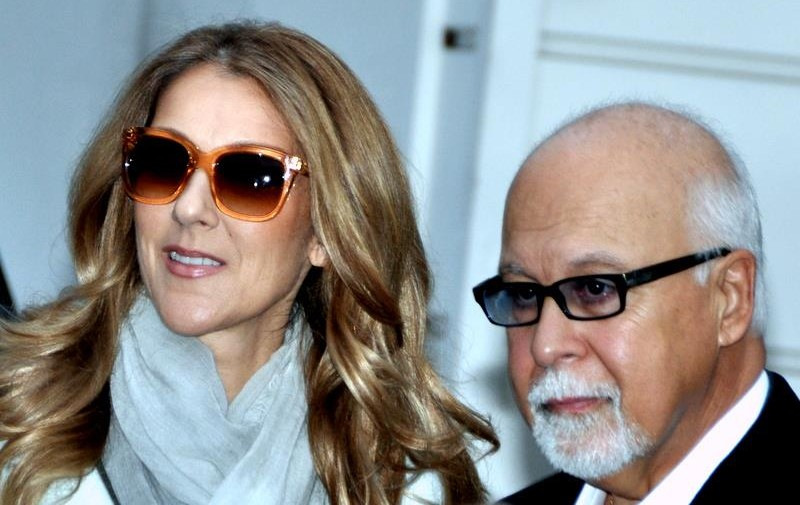
Céline e seu marido e empresário, René Angelil, em 2012.

Dion conheceu René Angélil, em 1980, quando ela tinha 12 e ele 38, depois que seu irmão, Michel Dondalinger Dion, lhe enviou uma gravação de uma canção que ela, sua mãe Thérèse e seu irmão Jacques Dion escreveram juntos. Angélil se tornou seu empresário e a guiou ao estrelato. Após a dissolução do segundo casamento de Angélil, ele e Dion fizeram uma pausa profissional e ele passou a maior parte do ano em Las Vegas, enquanto Dion estava aprendendo inglês e tendo aulas de dança e canto em Montreal. Após seu retorno, "ele evitou ficar sozinho comigo por muito tempo", ela disse em sua autobiografia de 2000, My Story, My Dream. Enquanto isso, ela mantinha uma foto de Angélil debaixo do travesseiro. Seu relacionamento com ele acabou se tornando romântico em 1988, quando ela tinha 20 anos e só foi conhecido pela família e amigos cinco anos depois. A mãe de Dion, que viajou para todos os lugares com a cantora até os 19 anos, já desconfiava da paixão de sua filha por ele, e era totalmente contra, mas Dion alegou ser maior de idade e dona de sua vida.
Dion e Angélil ficaram noivos em 1993, no aniversário de 25 anos de Dion, e tornaram seu relacionamento público nas notas de agradecimento do encarte de seu álbum de 1993, The Colour of My Love. Eles se casaram em 17 de dezembro de 1994, na Basílica de Notre-Dame em Montreal, Quebec. Em 5 de janeiro de 2000, Dion e Angélil renovaram seus votos de casamento em Las Vegas. Em maio de 2000, Dion passou por duas pequenas operações em uma clínica de fertilidade em Nova York para melhorar suas chances de engravidar, após decidir usar a fertilização in vitro pois não conseguia engravidar. Seu primeiro filho, René-Charles Angélil, nasceu em 25 de janeiro de 2001. Dion sofreu um aborto espontâneo em 2009. Em maio de 2010, Angélil anunciou que Dion estava grávida de 14 semanas de gêmeos após um sexto tratamento de fertilização in vitro. No sábado, 23 de outubro de 2010, às 11h11 e 11h12 respectivamente, Dion deu à luz gêmeos fraternos por cesariana no St. Mary's Medical Center em West Palm Beach, Flórida, Os gêmeos foram chamados de Eddy, em homenagem ao compositor francês favorito de Dion, Eddy Marnay, que também produziu seus primeiros cinco álbuns, e Nelson, em homenagem ao ex-presidente sul-africano Nelson Mandela. Ela apareceu com seus filhos recém-nascidos na capa da edição de 9 de dezembro de 2010 da canadense Hello! Magazine.
Em 14 de janeiro de 2016, Angélil morreu de câncer na garganta. Seu funeral foi realizado em 22 de janeiro de 2016, na Basílica de Notre-Dame em Montreal, onde ele e Dion se casaram 21 anos antes. Dois dias após - no que seria o aniversário de seu marido - o irmão de Dion, Daniel, morreu aos 59 anos, também de câncer.

## Arte

### Influências
Dion cita ídolos tão variados como Aretha Franklin, Charles Aznavour, Carole King, Anne Murray, Barbra Streisand e os Bee Gees, todos com quem ela eventualmente colaboraria. Michael Jackson foi uma grande motivação para ela aprender inglês na década de 1980. Sua música é influenciada por vários gêneros, incluindo pop, rock, gospel, R&B e soul, e suas letras enfocam temas de pobreza, fome mundial e espiritualidade, com ênfase no amor e romance. Após o nascimento de seu primeiro filho, seu trabalho se concentrou cada vez mais no amor materno. Embora suas gravações sejam em inglês e francês, ela já cantou em espanhol, italiano, alemão, latim, japonês e chinês.

### Voz e Timbre
Ela possui um alcance vocal de três oitavas, variando de B2 a E ♭ 6. Certa vez, ela afirmou ser meio-soprano. Depois que Dion fez um teste com dois solos de Carmen, querendo saber se ela cantava ópera, Kent Nagano, maestro da Orquestra Sinfônica de Munique, observou: "Tudo o que você acabou de cantar foi soprano lírico." Seu timbre foi descrito como "fino, ligeiramente nasal" com um registro inferior "rouco" e "notas agudas semelhantes a um sino de vidro". Em seu repertório francês, Dion adorna seus vocais com mais nuances e expressividade, sendo a intensidade emocional "mais terna e íntima".
Ela é frequentemente elogiada por seu virtuosismo técnico. Stephen Holden do The New York Times afirma que Dion tem "um tamanho de habilidades técnicas. Ela pode entregar melismas complicados, produzir capturas vocais expressivas e sustentar notas longas sem a menor oscilação de tom. E como seus duetos ... mostraram, ela é uma pessoa confiável harmonia voz." Em uma entrevista com o Libération, Jean-Jacques Goldman observa que ela" não tem nenhum problema de precisão ou ritmo". Segundo Kent Nagano, ela é "uma musicista de bom ouvido, requinte e um grau de perfeição invejável". Charles Alexander da revista Time afirma, "[Sua] voz desliza sem esforço de sussurros profundos para notas agudas mortas, uma doce sereia que combina força com graça".

## Legado e Conquistas

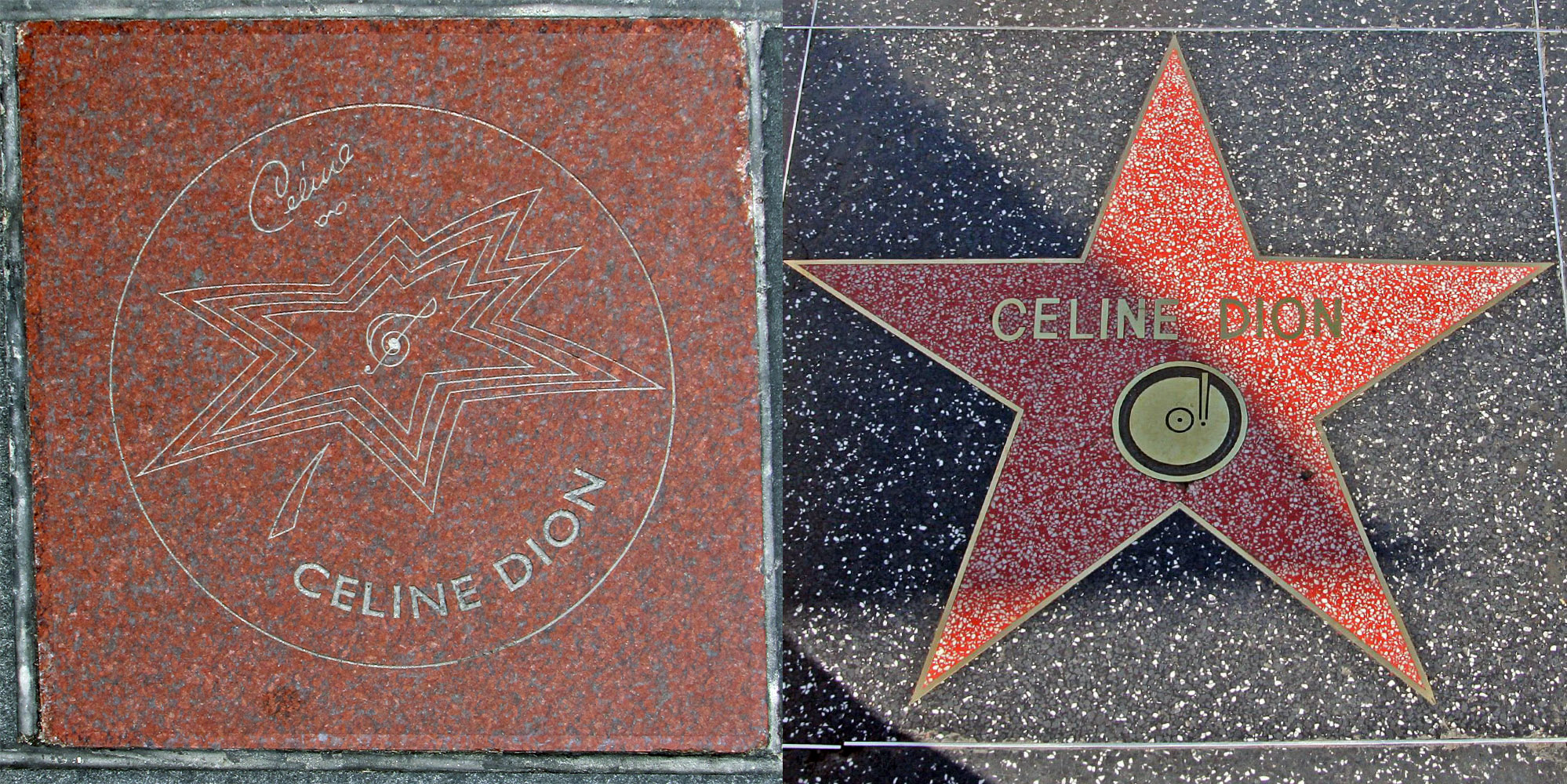
As duas estrelas que Céline recebeu. À esquerda, está a da Calçada da fama do Canadá; À direita está a da Calçada da Fama em Hollywood.

Em 1999, Dion recebeu uma estrela na Calçada da Fama do Canadá e foi introduzida no Canadian's Broadcast Hall of Fame. Ela recebeu uma estrela na Calçada da Fama de Hollywood em janeiro de 2004, que ela dedicou a seu pai, que havia morrido no mês anterior. "My Heart Will Go On" foi incluída na lista de Songs of the Century, pela Recording Industry Association of America e pelo National Endowment for the Arts, além de ser o segundo single feminino mais vendido da história, com vendas globais de mais de 18 milhões. Com 75 indicações, ela é a artista mais indicada na história do Juno Awards e a quarta mais premiada. Dion recebeu dois títulos de "doutora honorária em música" pela Université Laval (2008) e pela Berklee College of Music (2021). Na cerimônia do World Music Awards de 2007, ela recebeu o Legend Award em reconhecimento ao seu "sucesso global e excelente contribuição à indústria da música"; Da mesma forma, ela recebeu uma homenagem no 30º aniversário da gala ADISQ em 2008. Em 2013, ela foi introduzida ao Gaming Hall of Fame. Em 2004, ela recebeu o prêmio pelo conjunto de sua obra da Society of Singers. Em 2008, ela foi agraciada com um "Legion of Honour" pelo ex-presidente francês Nicolas Sarkozy. Em outubro de 2010, Dion foi Embaixadora da Boa Vontade, um programa criado pela ONU em 1999, compartilhando este prêmio com a vencedora do Oscar, Susan Sarandon. Em 26 de julho de 2013, ela foi premiada com a classificação mais alta da Ordem do Canadá, a de Companheira da Ordem do Canadá, pelo Governador Geral do Canadá.
Ela emplacou 16 álbuns número um no Canadá, seis dos quais foram certificados como diamante, o maior número de qualquer artista. Na França, Dion conseguiu seis álbuns de diamante, incluindo D'eux (1995), que é o álbum em francês mais vendido da história, passando um recorde histórico de 44 semanas no topo da parada de álbuns franceses (SNEP). Nos Estados Unidos, Dion é a quinta artista feminina mais certificada, com 53 milhões de unidades de álbuns certificadas pela Recording Industry Association of America. Ela também é a segunda artista feminina com maior número de vendas de álbuns na era Neilsen Soundscan (1991-presente), com vendas de álbuns de 53,2 milhões. Dion foi a primeira artista a ter o álbum e a música número um no Reino Unido simultaneamente por cinco semanas consecutivas desde os Beatles em 1965, bem como a primeira mulher na história das paradas britânicas a emplacar dois singles com vendas superiores a um milhão cada. Em 2003, ela foi homenageada pela Federação Internacional da Indústria Fonográfica (IFPI) por vender mais de 50 milhões de álbuns na Europa. Seu álbum Falling into You está incluído na lista "Definitive 200 do Rock and Roll Hall of Fame." Em 2008, foi reconhecida como a artista internacional mais vendida na África do Sul. Em agosto de 2024, Falling into You, se tornou seu primeiro álbum de estúdio a atingir 1 bilhão de streams no Spotify.
Dion teve um total de mais de US$ 1,35 bilhão em vendas de ingressos de suas turnês e residências, tornando-se a segunda mulher a acumular US$ 1 bilhão em receita de shows. Sua oitava turnê, Let's Talk about Love World Tour, foi a turnê de maior bilheteria de uma artista feminina da década de 1990, arrecadando mais de US$ 133 milhões. Ela foi a artista solo de maior bilheteria na América do Norte na década de 2000, com US$ 522,2 milhões. Sua nona turnê, Taking Chances World Tour, foi a segunda turnê de maior bilheteria de um artista feminina da década de 2000, com ganhos de US$ 280 milhões. Dion também é o ato de residência de maior bilheteria da história, ganhando um total de US$ 681 milhões com suas duas residências, A New Day... (2003–2007) e Celine (2011–2019). Em 2007, Dion foi classificada pela Forbes como a quinta mulher mais rica do entretenimento, com um patrimônio líquido estimado de US$ 250 milhões.

## Impacto cultural

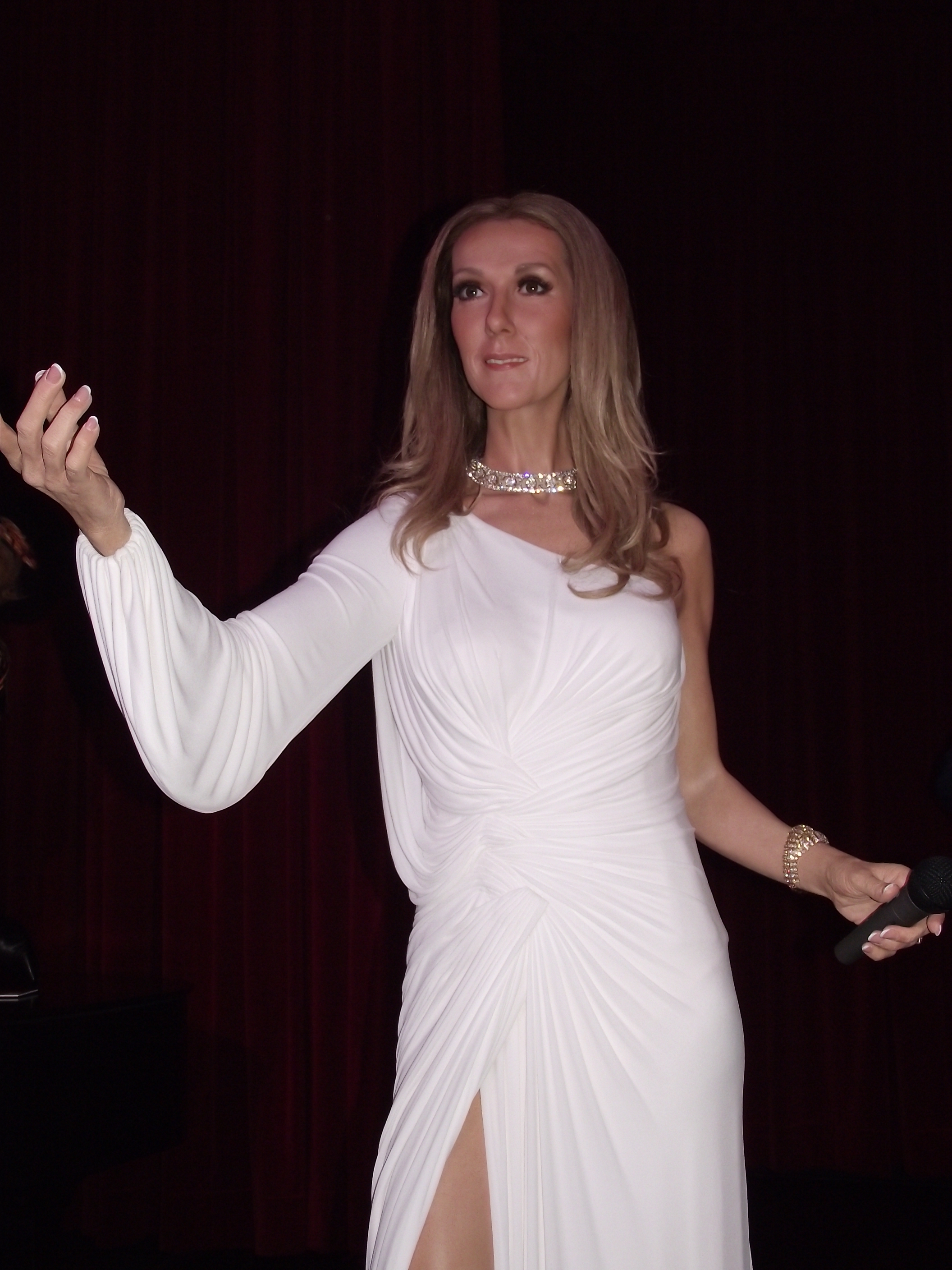
A estátua de cera de Céline Dion no Museu Grévin Montreal

Dion é considerada uma das vocalistas mais influentes da música pop e da indústria fonográfica durante os anos 1990. Sua música e estilo vocal, junto com Whitney Houston e Mariah Carey, moldam a forma como a maioria das vocalistas pop se apresentam. Essas três artistas foram amplamente creditadas por reviver a balada poderosa e, ao fazê-lo, remodelar o formato de rádio adulto contemporâneo, tornando-o um dos formatos mais populares dos anos 1990 e início dos anos 2000. O crítico musical e biógrafo de Dion, Carl Wilson, observa que sua "muitos competidores nas incontáveis competições de talentos televisionadas que surgiram na virada do milênio frequentemente imitam Dion, e a cita como ídolo." Ela é frequentemente comparada a Houston, Carey e Barbra Streisand, por seu estilo vocal.
Dion é creditada por introduzir a música francófona em muitos países. Seus álbuns francófonos D'eux e S'il suffisait d'aimer, são os álbuns  mais vendidos da história. De acordo com a RFI Musique, ela "fez sua parte pela música francesa ao longo dos anos, garantindo o sucesso das canções francesas que provavelmente nunca teriam ultrapassado as fronteiras francófonas sem ela ... Sem Celine, as vendas de discos franceses seriam dramaticamente menores!". Nicolas Sarkozy elogiou Dion e afirmou: "A França agradece, porque seu talento e sucesso contribuíram para a influência da língua francesa fora de nossas fronteiras".
Ela também é creditada por revitalizar e revolucionar a cena do entretenimento em Las Vegas com os sucessos de suas residências lá. Ela conseguiu voltar a popularizar a "residência" em Las Vegas como uma forma desejável para os principais artistas fazerem turnês no local. Ao longo dos anos, outros ícones estabelecidos, como Elton John, Bette Midler, Rod Stewart, Cher e Shania Twain seguiram o exemplo. De acordo com Gary Bongiovanni, presidente e editor-chefe da Pollstar, "Celine redefiniu o que os artistas podem fazer em Las Vegas, ajudando a torná-la indiscutivelmente a cidade de entretenimento mais movimentada do mundo". Kurt Melien, vice-presidente de entretenimento do Caesar's Palace afirmou "Celine foi uma pioneira sem dúvida ... Vinte anos atrás, não poderíamos ter alguém da estatura de Britney Spears aqui em Vegas. Estrelas como ela nunca teriam pensado se Celine não tivesse pavimentado o caminho." Sobre seu impacto financeiro em Las Vegas, Stephen Brown, diretor do Centro de Pesquisa Econômica e Empresarial de Las Vegas, comentou "As pessoas vão à cidade só por ela e vão gastar dinheiro e, como consequência, tem um impacto descomunal na economia”, acrescentando“ Maior que Elvis, Sinatra e Liberace juntos? Com certeza”.
Celine recebeu vários elogios dos críticos de moda por reinventar seu estilo ao longo dos anos. Desde seu renascimento da moda no final da década de 2010, vários críticos de moda e blogs a apelidaram de a "Nova Rainha da Moda." O The Guardian a chamou de "The Joyous New Queen of Fashion". A Harper's Bazaar também elogiou Dion e a chamou de "Camaleão da Moda". A Billboard a apelidou de "Ícone do Street Wear" após recapitular sua evolução ao longo dos anos. A Vogue a considerou uma das mais exuberantes da música, amada tanto por sua voz gloriosa quanto por seu extravagante senso de estilo. O estilista de moda Law Roach elogiou Celine Dion, chamando-a de "Rainha do brilho e lantejoulas". Dion consolidou ainda mais seu nome no mundo da moda ao usar um smoking reverso branco no Oscar de 1999. A Vogue listou seu icônico smoking como um dos looks mais famosos de todos os tempos, dizendo que foi inegavelmente um dos maiores destaque do Oscar. A W Magazine também listou o smoking como um dos mais memoráveis de todos os tempos.
Vários artistas mencionaram Dion como uma grande influência ou como um de suas cantoras favoritas, incluindo: Britney Spears, Rihanna, Christina Aguilera, Beyoncé, Adele, Delta Goodrem, Leona Lewis, Michael Bublé, Jennifer Hudson, Ariana Grande, Taylor Swift, Vanessa Hudgens, Katy Perry, Kelly Clarkson, Sam Smith, Carlos Santana, Elton John, Coldplay, Nicole Scherzinger, Ne-Yo, Carole King, Cher, entre outros. Josh Groban comentou "Ela é uma potência. Nos dias de hoje, quando mais e mais vozes minúsculas produzidas em estúdio estão sendo recompensadas ... ela tem este instrumento extraordinário".

## Criticas
Dion tem enfrentado críticas consideráveis dos críticos, que afirmam que sua música é marcada por um sentimentalismo excessivo. De acordo com Keith Harris da revista Rolling Stone, "o sentimentalismo [de Dion] é bombástico e desafiador, em vez de recatado e reservado ... [ela] está no fim da cadeia de devolução drástica que vai de Aretha-Whitney-Mariah. Longe de ser uma aberração, Dion na verdade se destaca como um símbolo de um certo tipo de sensibilidade pop - quanto maior, melhor, demais nunca é suficiente, e quanto mais madura a emoção, mais verdadeira". Seus lançamentos francófonos, em contraste, tendem a ser mais profunda e variada do que seus lançamentos em inglês e, consequentemente, alcançou mais credibilidade. Os críticos afirmaram que o envolvimento de Dion no aspecto da produção de sua música é inexistente, o que resulta em seu trabalho sendo super produzido e impessoal. Em seu primeiro álbum em inglês, que ela gravou antes de ter o domínio da língua inglesa, ela expressou desaprovação, e que poderia ter sido evitado se ela tivesse assumido uma contribuição mais criativa. Já em seu segundo álbum em inglês, ela assumiu mais o controle de produção na esperança de dissipar as críticas anteriores. Ela declarou: “No segundo álbum eu disse, 'Bem, eu tenho a escolha de ter medo mais uma vez e não ser 100% feliz, ou não ter medo e fazer parte deste álbum. Este é o meu álbum."
Embora não seja politicamente aberta, em 2005, após o desastre do Furacão Katrina, Dion apareceu no Larry King Live e criticou com lágrimas a resposta lenta do governo dos EUA em ajudar as vítimas do furacão: "Ainda há pessoas esperando para serem resgatadas. Para mim, não é aceitável, já que é tão fácil enviar aviões para outros países para matar todos em um segundo e destruir vidas." Depois dessa entrevista, ela declarou: "Quando eu dou entrevistas para o Larry King ou programas de TV como esse, eles colocam você em um local muito difícil. Eu tenho uma opinião, mas sou uma cantora, não sou um político". Devido seu forte sotaque e gesticulações no palco, ela é frequentemente alvo de paródias em programas e animações como, Saturday Night Live e South Park.

## Outras Atividades

### Filantropia
Dion apoiou ativamente muitas organizações de caridade em todo o mundo. Ela tem promovido a Fundação Canadense de Fibrose Cística (CCFF) desde 1982, e se tornou a celebridade Patronal da fundação em 1993. Ela tem um apego emocional à fundação; Sua sobrinha Karine sucumbiu à doença aos dezesseis anos, nos braços de Dion. Em 2003, ela se juntou a várias outras celebridades, atletas e políticos, para apoiar o "Dia Mundial da Criança", um esforço global de arrecadação de fundos patrocinado pelo McDonald's, que arrecadou dinheiro para mais de 100 nações e beneficiou orfanatos e organizações de saúde infantil. Além disso, ela tem apoiado a Fundação T. J. Martell e o Fundo Memorial da Princesa de Gales Diana. Durante as consequências do furacão Katrina, ela doou US$ 1 milhão às vítimas da tempestade e realizou um evento de arrecadação de fundos para as vítimas do tsunami asiático de 2004, que arrecadou mais de US$ 1 milhão. Após o terramoto de Sichuan em 2008, ela doou US$ 100.000 para o Fundo para Crianças e Adolescentes da China e enviou uma carta mostrando seu apoio. Desde 2004, ela está envolvida com a Comunidade LGBT de Quebec, apoiando a publicação de materiais de saúde e prevenção ao HIV. Ela também é membro da instituição de caridade canadense Artists Against Racism. Em novembro de 2018, ela lançou uma linha de roupas de gênero neutro para crianças. Em 2009, Dion juntou-se a Leonardo DiCaprio, James Cameron e Kate Winslet para doar dinheiro para pagar o asilo da então última sobrevivente viva do naufrágio do Titanic, Millvina Dean.

### Empreendimentos
Les Productions Feeling Inc., também conhecida como Feeling Inc. ou apenas Feeling, é uma empresa de gerenciamento de artistas com sede em Laval, Québec, Canadá, de propriedade de Dion e seu marido e empresário, Rene Angélil. Ela também fundou a Nickels Restaurant em 1990, e vendeu em 1997. Ela é proprietária do Le Mirage Golf Club e do Schwartz's Restaurant. Em associação com Andre Agassi, Steffi Graf e Shaquille O'Neal, ela abriu uma boate chamada Pure, localizada no Caesars Palace. Em 2003, Dion assinou um acordo com a Coty, Inc. para lançar a linha de perfumes "Celine Dion Parfums". Desde a sua criação, Celine Dion Parfums arrecadou mais de US$ 850 milhões em vendas no varejo. Em setembro de 2011, ela lançou a fragrância, Signature. Dion lançou uma linha de bolsas e acessórios homônima "Céline Dion Collection", que ultrapassou US$ 10 milhões em vendas após apenas três coleções.

## Turnês e residências
Turnês
- Les chemins de ma maison (1983–1984)
- Céline Dion en concert (1985)
- Tournée Incognito (1988)
- Unison Tour (1990–1991)
- Celine Dion in Concert (1992–1993)
- The Colour of My Love Tour (1994–1995)
- D'eux Tour (1995–1996)
- Falling into You: Around the World (1996–1997)
- Let's Talk About Love World Tour (1998–1999)
- Taking Chances World Tour (2008–2009)
- Tournée Européenne 2013
- Summer Tour 2016
- Celine Dion Live 2017
- Celine Dion Live 2018
- Courage World Tour (2019–2021)

Residências
- Celine(2011-2019)
- A New Day... (2003-2007)

## Discografia
Álbuns de estúdio em francês
- La voix du bon Dieu (1981)
- Céline Dion chante Noël (1981)
- Tellement j'ai d'amour... (1982)
- Les chemins de ma maison (1983)
- Chants et contes de Noël (1983)
- Mélanie (1984)
- C'est pour toi (1985)
- Incognito (1987)
- Dion chante Plamondon (1991)
- D'eux (1995)
- S'il suffisait d'aimer (1998)
- 1 fille & 4 types (2003)
- D'elles (2007)
- Sans attendre (2012)
- Encore un soir (2016)

Álbuns de estúdio em inglês
- Unison (1990)
- Celine Dion (1992)
- The Colour of My Love (1993)
- Falling into You (1996)
- Let's Talk About Love (1997)
- These Are Special Times (1998)
- A New Day Has Come (2002)
- One Heart (2003)
- Miracle (2004)
- Taking Chances (2007)
- Loved Me Back to Life (2013)
- Courage (2019)